# Svarttjärnen (Stigsjö socken, Ångermanland)
Svarttjärnen är en sjö i Härnösands kommun i Ångermanland och ingår i Gådeåns huvudavrinningsområde.